# Culdrose Airfield
La Base Aérea Naval de Culdrose (en inglés Royal Naval Air Station Culdrose) (OACI: EGDR) es situada en el condado de Cornualles, en Inglaterra (Reino Unido). Es una de las dos bases activas de Arma Aérea de la Flota británica (la otra es RNAS Yeovilton) y actualmente alberga los helicópteros Royal Navy Merlin HM2 de la Marina Real británica.
Se encuentra ubicada al oeste de la península del Suroeste, cerca de la orilla del canal de Bristol y del canal de la Mancha (océano Atlántico).

## Unidades

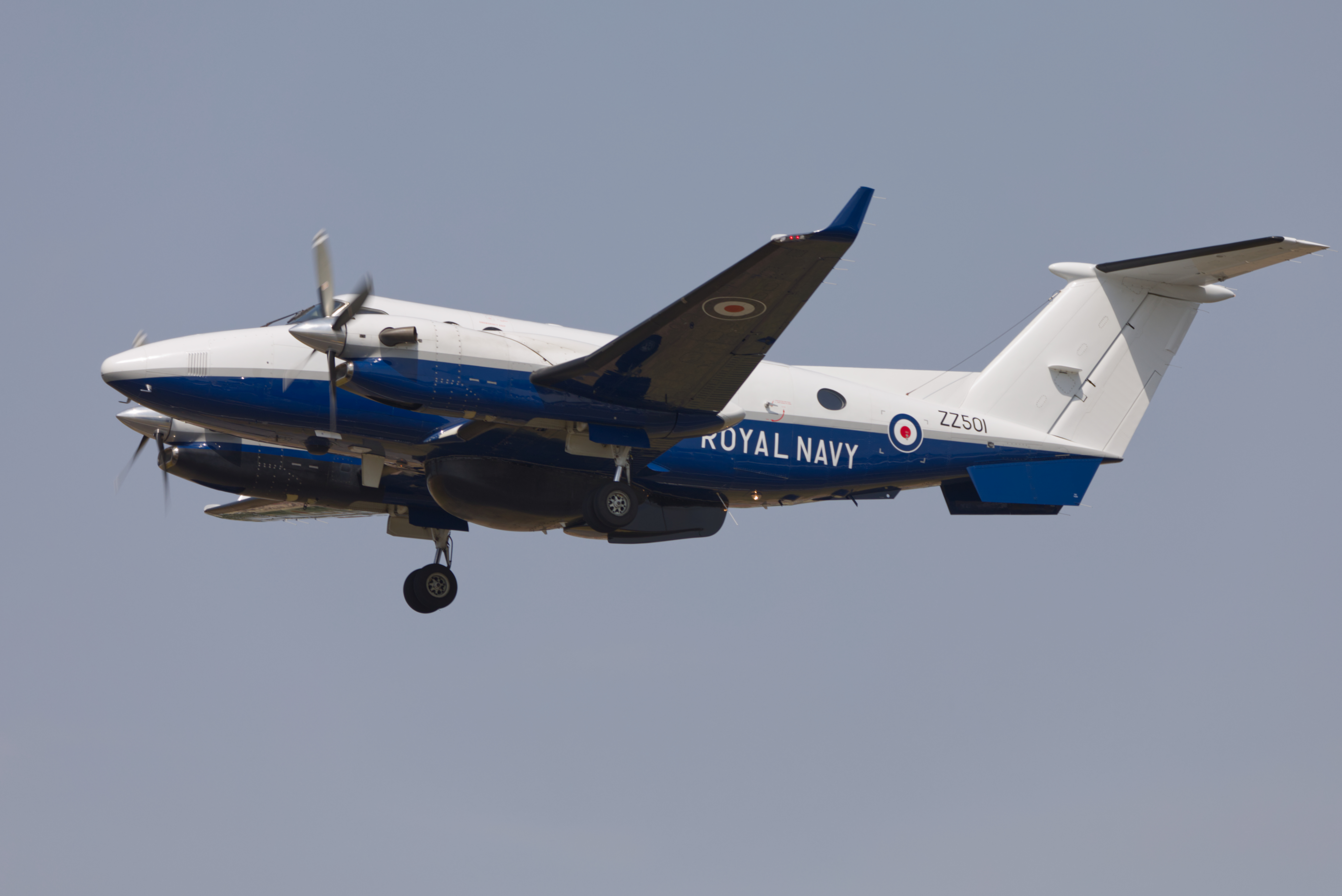
Avenger T1

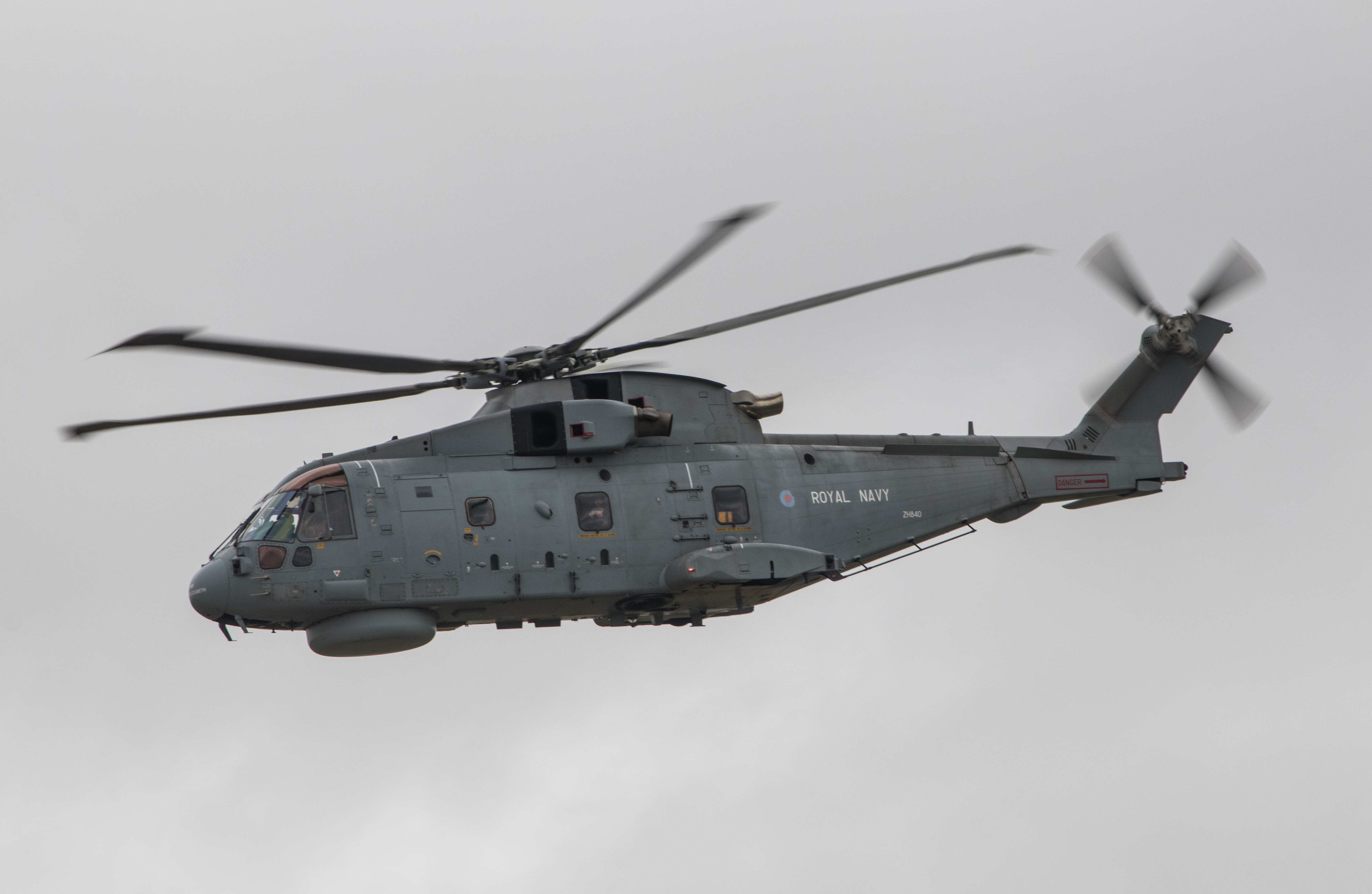
Merlin HM2

- 750 escuadrón aeronaval[2] - Avenger T1

- 814 escuadrón aeronaval[3] - Merlin HM2 (AgustaWestland AW101)

- 820 escuadrón aeronaval[4] - Merlin HM2

- 824 escuadrón aeronaval[5] - Merlin HM2